# Thomas Endres
Thomas Endres (Würzburg, 1969. szeptember 12. –) olimpiai és világbajnoki ezüstérmes német tőrvívó.